# Sanjo (música)
Sanjo (em coreano: 산조), literalmente, 'melodias dispersas', é um estilo de música tradicional coreana, envolvendo um solo instrumental acompanhado por uma batida de tambor no janggu, um tambor em forma de ampulheta. A arte do sanjo é uma verdadeira cristalização da melodia e do ritmo tradicional coreano, que pode ter sido transmitida oralmente de geração em geração. O baterista que toca o janggu também faz chuimsae (exclamações) para agradar ao público. O público também pode expressar seu sentimento de excitação com chuimsae enquanto escuta o sanjo. Um grande chuimsae indica uma boa performance, de modo que o músico pode fazer uma performance melhor. Como no pansori, o chuimsae desempenha um papel importante no sanjo. Sem chuimsae, a música é sem sentido. Chuimsae conecta músico e público durante uma performance de sanjo. Quase todos os instrumentos musicais tradicionais coreanos são usados no sanjo: gayageum, geomungo, daegeum, haegeum, piri, taepyeongso, ajaeng, danso.
Diz-se que o sanjo foi desenvolvido por volta de 1890 por Kim Chang-jo (1865–1920) para o gayageum. Posteriormente, foi expandido para outros instrumentos tradicionais coreanos, incluindo o geomungo e as flautas coreanas. Seu desenvolvimento inicial foi informado por outros gêneros de música tradicional, incluindo pansori, sinawi e as performances do xamanismo coreano.
O Daegeum sanjo, tocado no daegeum (uma tradicional flauta transversal coreana) foi desenvolvido na década de 1920. Desde então, tornou-se uma das formas mais populares de sanjo. Seu principal praticante hoje é Yi Saenggang.
Sanjo é tradicionalmente identificado como uma forma de minsogak, ou música folclórica. Derivado de uma forma musical popular da província situada ao norte da Coreia do Sul.

## Composição
A composição do sanjo varia dependendo das pessoas, instrumentos e tempo. No entanto, geralmente o sanjo começa com um ritmo lento jinyangjo (hangul: 진양조장단; ritmo muito lento usado no pansori ou sanjo) e torna-se mais rápido, terminando com um ritmo muito rápido como um ritmo danmori e criando entusiasmo no público. Começando com um ritmo lento, o público pode gradualmente mergulhar na melodia da música. O sanjo expressa vários aspectos do músico. Os sanjo não são músicas fixas, e o músico pode criar novas músicas com variações originais. Também possui melodias infinitas nas quais os músicos fazem novas composições que mudam com o tempo.

## Ligaçõess externas
- Informações sobre Minsogak no Asianinfo
- Tese de doutorado sobre Daegeum Sanjo